# Eriopyga rubot
Eriopyga rubot är en fjärilsart som beskrevs av Achille Guenée 1852. Eriopyga rubot ingår i släktet Eriopyga och familjen nattflyn. Inga underarter finns listade i Catalogue of Life.